# Campofilone
Campofilone település Olaszországban, Marche régióban, Fermo megyében. Lakosainak száma 1892 fő (2023. január 1.). Campofilone Altidona, Lapedona, Montefiore dell'Aso, Pedaso és Massignano községekkel határos.

## Népesség
A település népességének változása:
| Lakosok száma | 1936 | 1918 | 1892 |
|               | 2017 | 2018 | 2023 |